# Bruno Brun
Bruno Brun, slovenski klarinetist in glasbeni pedagog, * 14. avgust 1910, Hrastnik, † 27. februar 1978, Beograd.
Koncertni klarinetist Bruno Brun je diplomiral leta 1945 na Glasbeni akademiji v Beogradu in to po diplomi tudi predaval, bil rektor in nazadnje redni profesor. Leta 1952 se je izpopolnjeval v Parizu. Veliko je koncertiral kot solist in član komornih skupin. Nastopal je v Jugoslaviji, v Evropi, na Kitajskem, Vietnamu in Severni Koreji. Radijsko je posnel vsa pomembna dela za klarinet; med krstnimi izvedbami so med drugim tudi skladbe Marijana Lipovška. Kot izvrsten pedagog je bil stalni član žirij na mednarodnih tekmovanjih. Je avtor več učbenikov šole za klarinet. V slovenskem knjižničnem informacijskem sistemu COBISS obsega njegova bibliografija 12 zapisov.

## Izbrana bibliografija
- Blagojevic, Andrija."Bruno Brun (1910-1978) - Founder of the Yugoslav clarinet school."  ''The Clarinet'', Vol. 41/3 (June 2014), pp. 46–51.
- Blagojević, Andrija. "The Performance Career of Bruno Brun."  The Clarinet, Vol. 47/3 (June 2020), pp. 34–37.
- Škola za klarinet. Sv. 1 (COBISS)
- Škola za klarinet. Sv. 2 (COBISS)
- Izbor malih komada za klarinet in klavir (COBISS)